# DNA metiltransferasi
In biochimica, DNA metiltransferasi o ADN metiltransferasi (DNA MTase, DNMT) definisce una famiglia di enzimi che catalizzano il trasferimento di un gruppo metile al DNA. La metilazione del DNA svolge un'ampia varietà di funzioni biologiche. 
Solitamente con "DNA metiltransferasi" ci si riferisce all'enzima DNA (citosina-5-)-metiltransferasi; altri enzimi sono DNA metilato-(proteina)-cisteina S-metiltransferasi e DNA-metiltransferasi sito-specifica (specifica per adenina).